# Quando ancora non c'erano i Beatles
Quando ancora non c'erano i Beatles è una miniserie televisiva italiana, diretta da Marcello Aliprandi e andata in onda in tre puntate su Raidue dal 27 ottobre al 10 novembre 1988.

## Trama
Nella costiera romagnola, tra la fine degli anni '50 e l'inizio degli anni '60, due giovani amici, desiderosi di dare una svolta alla propria vita decidono di trasferirsi in città, conoscendo sogni, gioie, piccoli drammi e disillusioni. L'intera vicenda è narrata (attraverso flashback) da uno di loro nel novembre del 1963 (poco dopo l'Assassinio di John Fitzgerald Kennedy e l'affermazione dei Beatles) in procinto di trasferirsi da Ravenna a Bologna per intraprendere la professione di giornalista per un grande quotidiano.

## Sigle
La sigla di apertura della miniserie è La mia musica è così, cantata dagli Oliver Onions; la sigla di chiusura è Before the Beatles cantata da Anna Maria Vinci.